# Typodryas chalybeata
Typodryas chalybeata là một loài bọ cánh cứng trong họ Cerambycidae.